# Gare de Chapelle-la-Délivrande
La gare de Chapelle-la-Délivrande est une gare ferroviaire française de style « Standard Ouest », créée pour desservir la basilique Notre-Dame-de-la-Délivrande, lieu de pèlerinage, sur la commune de Douvres-la-Délivrande, dans le département du Calvados en région Normandie. 
Elle est mise en service en 1875 par la Compagnie de chemin de fer de Caen à la mer et fermée en 1950 par la Société nationale des chemins de fer français (SNCF).

## Situation ferroviaire
La gare de Chapelle-la-Délivrande est située à 500 mètres de la gare précédente, au kilomètre 20.5, sur la voie unique de la ligne de Caen à la mer, entre la gare de Douvres-la-Délivrande en direction de la gare de Caen-Saint-Martin et la gare de Luc-sur-Mer en direction de la gare de Courseulles.

## Histoire
La gare fut ouverte à partir de juin 1875, par la Compagnie de chemin de fer de Caen à la mer pour desservir la basilique Notre-Dame-de-la-Délivrande. Elle disposait autrefois d'une halle à marchandises identique à celle de la gare de Pont-d'Ouilly. 
La fin du XIXe siècle voit naître la mode des bains de mer. Dans les années 1930, la gare de Douvres-la-Délivrande voit passer des trains directs de Paris à la station balnéaire de Courseulles-sur-Mer, sur la ligne maintenant exploitée par l'Administration des chemins de fer de l'État. 
La période de la seconde guerre mondiale 1939-1945 est difficile pour la ligne. Après la guerre, le trafic reprend, mais la ligne bientôt déficitaire est officiellement fermée le 8 décembre 1950, la fermeture définitive ayant lieu en 1952.

## Patrimoine ferroviaire
Son bâtiment voyageurs était du même type que celui de la gare de Cambes, aujourd'hui reconverti en habitation. La plate-forme ferroviaire existe toujours. Elle est en grande partie utilisée par la voirie. Après la gare, elle longe l'avenue de Basilique puis se sépare de la route de Luc, sur la gauche, à la sortie de la commune.